# Gebrochts

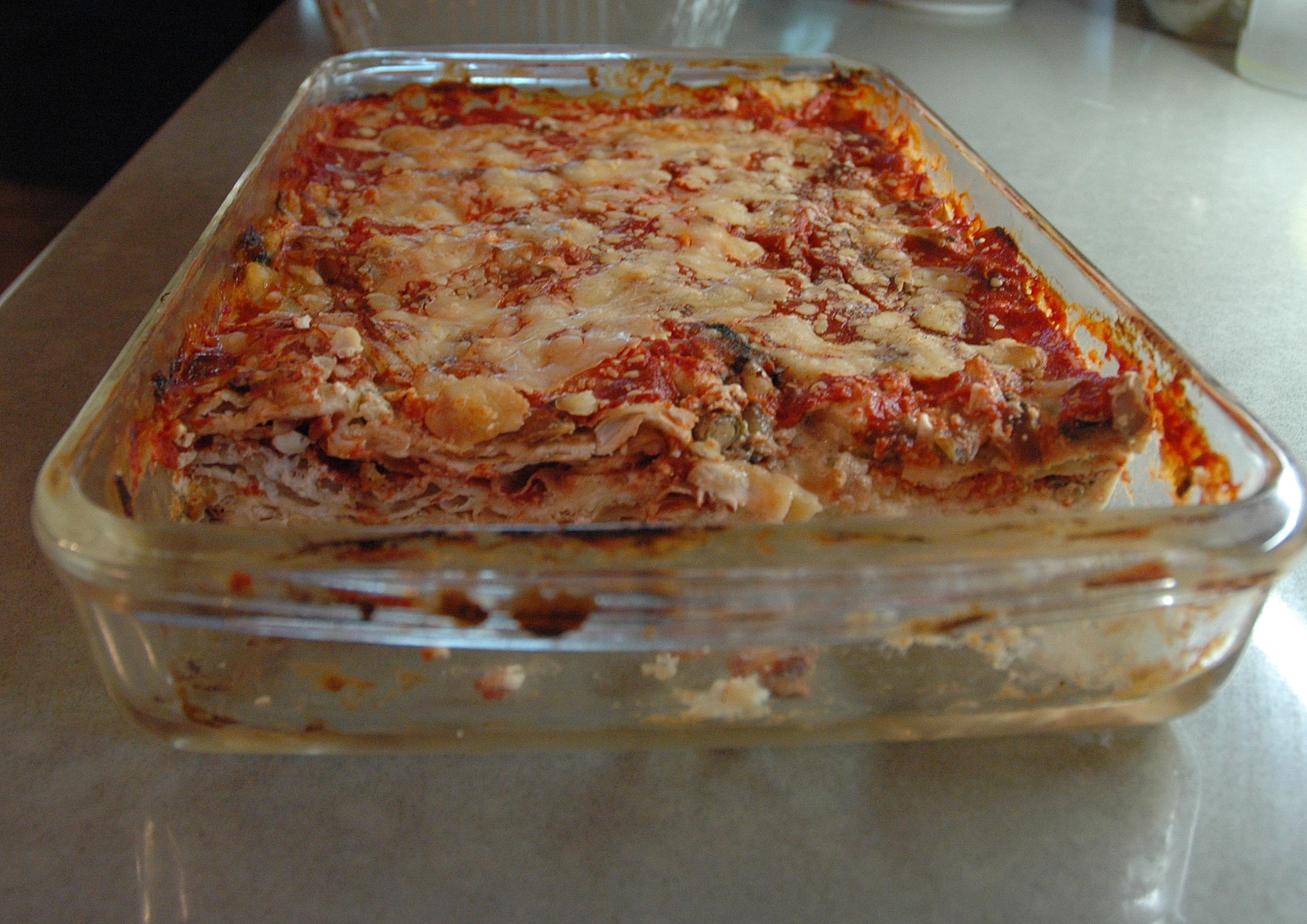
“Lasagne” de matsa, nécessitant de la tremper et donc gebrochts.

Gebrochts ou gebrokts (yiddish : געבראקטס « cassé », également matsa shrouya en hébreu : מצה שרויה « azyme trempé ») est une mesure de rigueur (he) apparue en Europe de l'Est à une époque relativement récente (XVIIIe siècle), selon laquelle une matsa (pain azyme) pourrait contenir des quantités minutes de farine incorrectement pétrie, susceptibles de fermenter si elles venaient au contact de l'eau. Qui craint de consommer du gebrochts pendant la Pâque juive, s'abstient par conséquent de tout dérivé de matsa entré en contact avec l'eau, dont les kneidleh, autrement considérés comme mets typique de cette fête.
Bien que le Talmud de Babylone mentionne la matsa cuite comme l'une des trois choses qui ne peuvent fermenter au contact de l'eau (Pessahim 39b) et que les décisionnaires aient autorisé sur base de cette sentence l'usage de farine d'azyme pour préparer notamment des bouillies ou des gâteaux (Code, lois du levain et des azymes 5:5, Choulhan Aroukh Orah Hayyim 463:3), Shneour Zalman de Liadi — disciple du prêcheur de Mazaritch et fondateur de la dynastie Habad — produit un responsum pour encourager la mesure de rigueur, expliquant qu'avec la coutume de confectionner les pains azymes plus rapidement que par le passé, le risque d'avoir mal pétri la farine augmente, et avec lui le risque d'enfreindre l'interdiction de manger de la pâte levée, fût-ce par inadvertance.